# Albergo dei Poveri (Genova)
L'Albergo dei Poveri è un edificio situato in piazza Emanuele Brignole, nel quartiere di Castelletto, a Genova.

## Storia

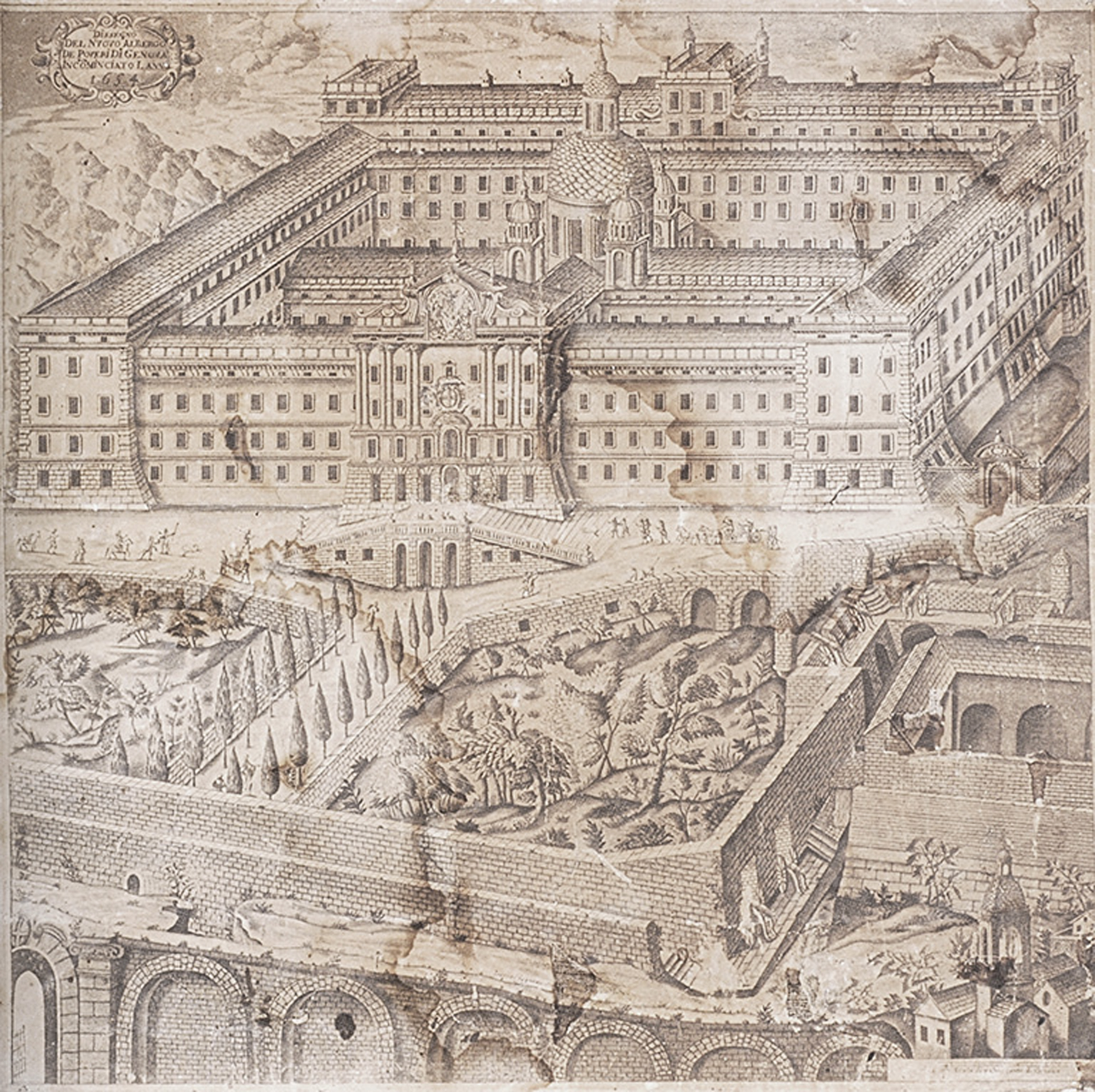
La più antica rappresentazione dell'intero complesso, precedente al 1676

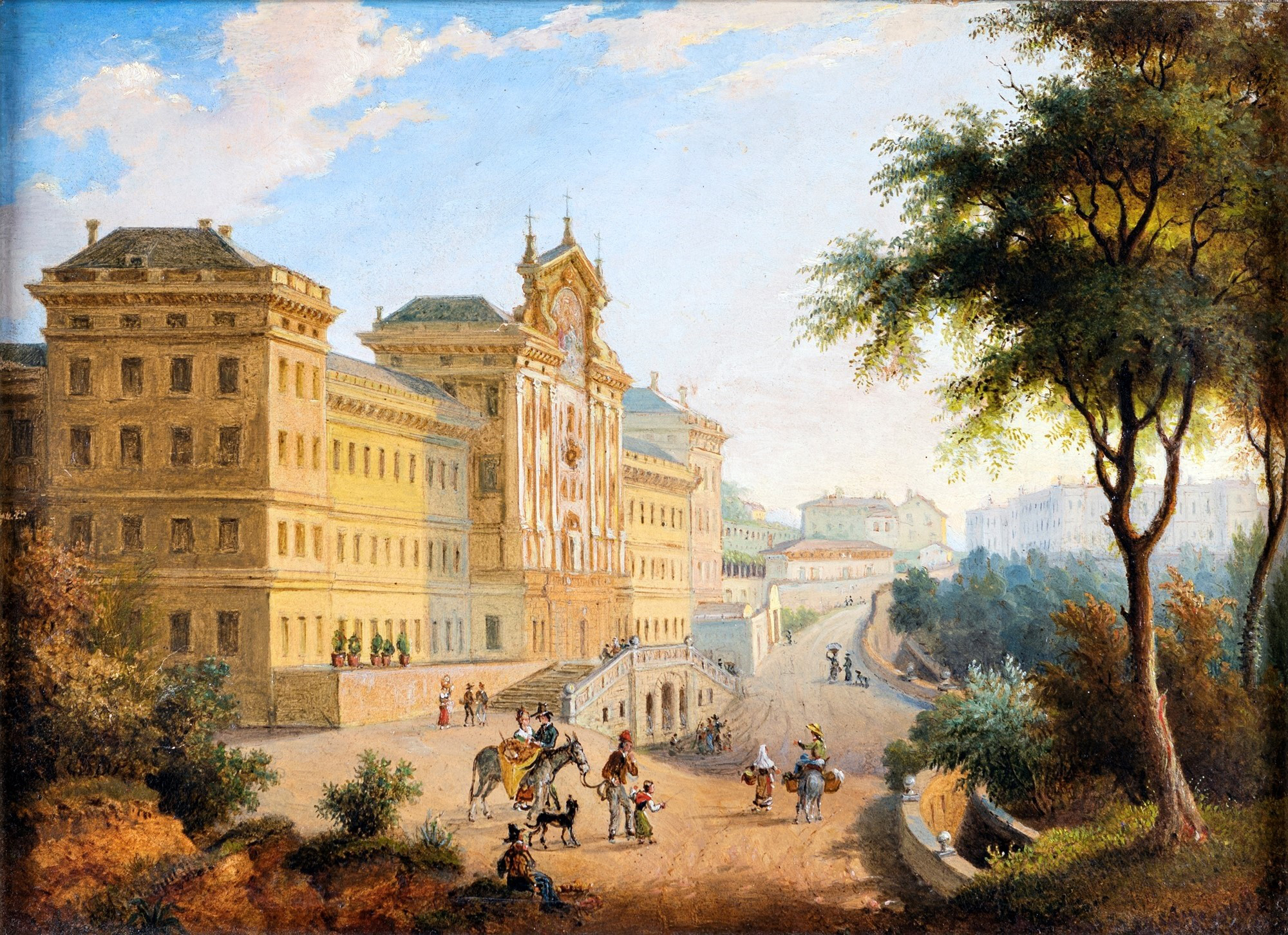
Dipinto primo ottocentesco dell'albergo

La sua prima edificazione si ebbe nel 1652 per volere di Emanuele Brignole che, assieme a Oberto Della Torre, fu scelto dalla Repubblica di Genova per seguire la costruzione di un nuovo ricovero o rifugio dove ospitare i poveri della città. A quattro anni dall'apertura del cantiere, nel 1656, i lavori furono sospesi a causa di una violenta epidemia di peste che decimò la popolazione genovese e i borghi vicini. A causa della strage compiuta dalla malattia i lavori si avviarono a una sospensione ormai certa e solo la spontanea donazione dello stesso Brignole - che secondo alcune fonti ammontò intorno alle 100.000 lire dell'epoca - fecero sì che l'opera di edificazione potesse riprendere.
Il 9 aprile 1657 si ebbe la deliberazione per edificare la Chiesa e mettere la prima pietra, "in onore della Beata Vergine della Concezione e per l'Albergo dei Poveri di Carbonara". Tuttavia il 31 agosto 1666 una nuova istanza del "Magistrato dei Poveri" ancora sollecitava i membri della Repubblica di Genova rispetto al voto fatto dieci anni prima a sostegno del progetto, esortandoli a somministrare il fondo necessario per erigere la Chiesa nell'Albergo dei Poveri fuori delle porte di Carbonara. Nel 1670 Emanuele Brignole commissionò a Giovanni Battista Carlone un imponente affresco, che fosse visibile da tutta Genova, collocato nella parte alta della facciata principale dell'edificio; scoloritosi nei successivi secoli, il quadro che funse da modelletto, in ottimo stato di conservazione, è presente nella collezione del 1966 di Banca Carige. Con Decreto del 23 agosto 1684, si dichiarò l'Albergo dei Poveri esente dalle gabelle (imposte).
Soprattutto nei primi anni della costruzione l'albergo fu utilizzato per altri scopi, specie dopo il bombardamento navale della flotta francese nel 1684. Qui si rifugiarono i rappresentanti della repubblica genovese trasferendo provvisoriamente all'interno dell'edificio gli antichi e pregiati beni pubblici genovesi quali il tesoro di San Lorenzo e le ceneri di san Giovanni Battista.
Affinché il complesso giungesse all'aspetto moderno si impiegarono quasi duecento anni, poiché l'edificio fu più volte ampliato, in particolare negli anni 1667, 1689 e 1702. Solo nel 1835 l'edificio assunse l'attuale aspetto.
Nell'ultimo decennio del XX secolo all'edificio è stata data una destinazione più moderna, grazie alla nascita di un nuovo tipo di assistenza agli anziani bisognosi. Una parte del complesso nell'ala orientale dell'edificio è stata inoltre adibita ad aule e uffici di diverse facoltà dell'Università degli Studi di Genova.

## Struttura

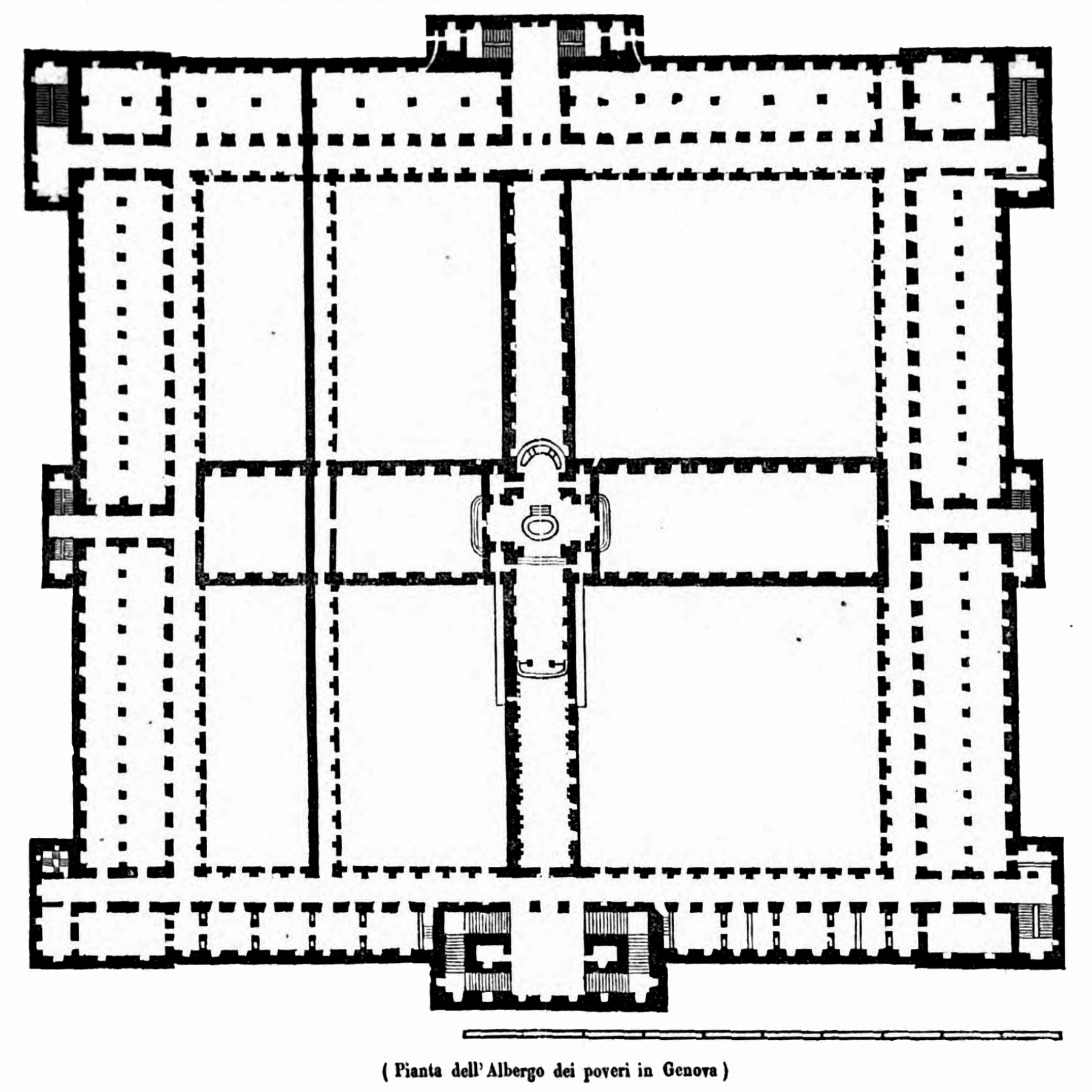
Pianta dell'Albergo dei Poveri (1847)

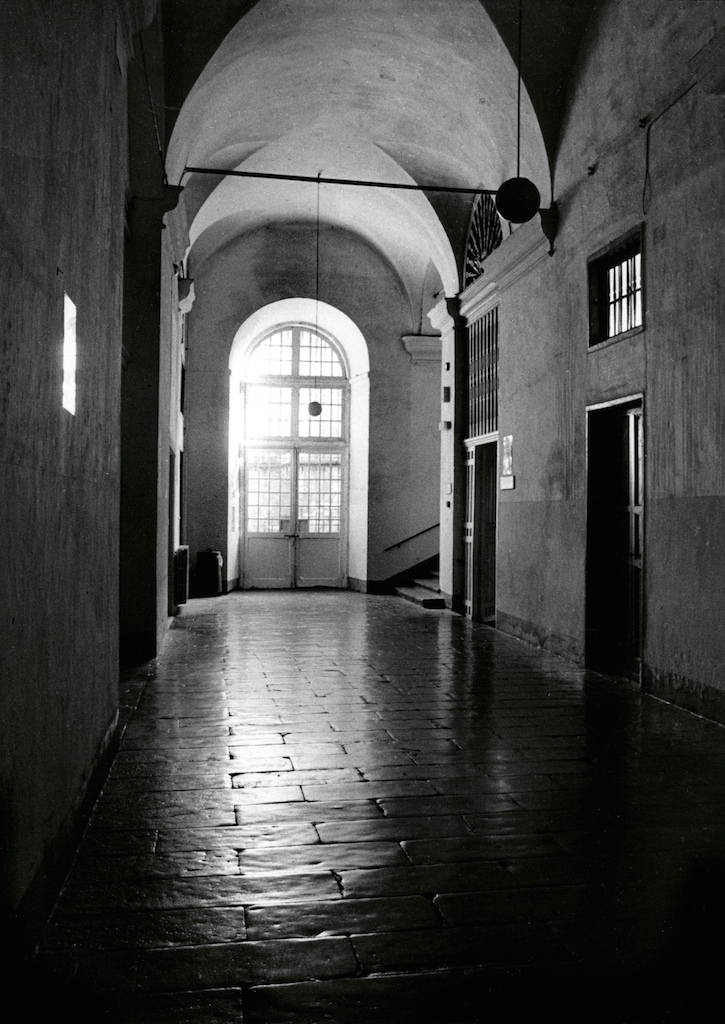
Interno dell'Albergo dei Poveri

### Il complesso
Secondo alcune fonti il progetto originale dell'edificio, quello del 1652, è opera dell'architetto Stefano Scaniglia di Sampierdarena che, assieme a Giovanni Battista Ghiso e altri tecnici, adattò il palazzo alle caratteristiche morfologiche del terreno di costruzione; l'albergo è infatti situato fra le pendici del monte Galletto e la collina di Carbonara. Nel corso del XIX secolo verranno costruite le strade d'accesso attraverso l'esteso giardino del palazzo.
Il complesso - a pianta quadrilatera - si presenta con un lungo prospetto, formato da due corpi laterali avanzati e uno centrale mosso, concluso da un imponente frontone. Al centro del primo piano è presente la chiesa con intorno i quattro grandi cortili interni.

### La chiesa
L'albergo è ricco di pregiate opere artistiche pittoriche e scultoree. All'interno della chiesa, dedicata della Beata Vergine della Concezione e a unica navata, si può ammirare un dipinto raffigurante l'Ascensione del pittore Domenico Piola oltre che ad alcuni altari marmorei; sull'altare maggiore, scolpito da Francesco Schiaffino, è presente una statua dell'Assunta dello scultore Pierre Puget di Marsiglia. A sinistra dell'altare maggiore, nei pressi dell'ingresso che immette in quello che anticamente era la "Chiesa degli Uomini", sotto una lapide senza nome è sepolto, per sua volontà, il fondatore Emanuele Brignole.

### La quadreria
All'interno della quadreria sono presenti diversi dipinti quali un polittico del pavese Pier Francesco Sacchi (attualmente presso il locale museo diocesano); il Ritratto di Emanuele Brignole di Giovanni Bernardo Carbone. Sono inoltre conservati dipinti di Giovanni Battista Paggi, Giovanni Andrea De Ferrari, Orazio De Ferrari - autore di un Presepe mistico con san Francesco - e di vari pittori della scuola fiamminga del Seicento.

## Galleria d'immagini

### Esterni

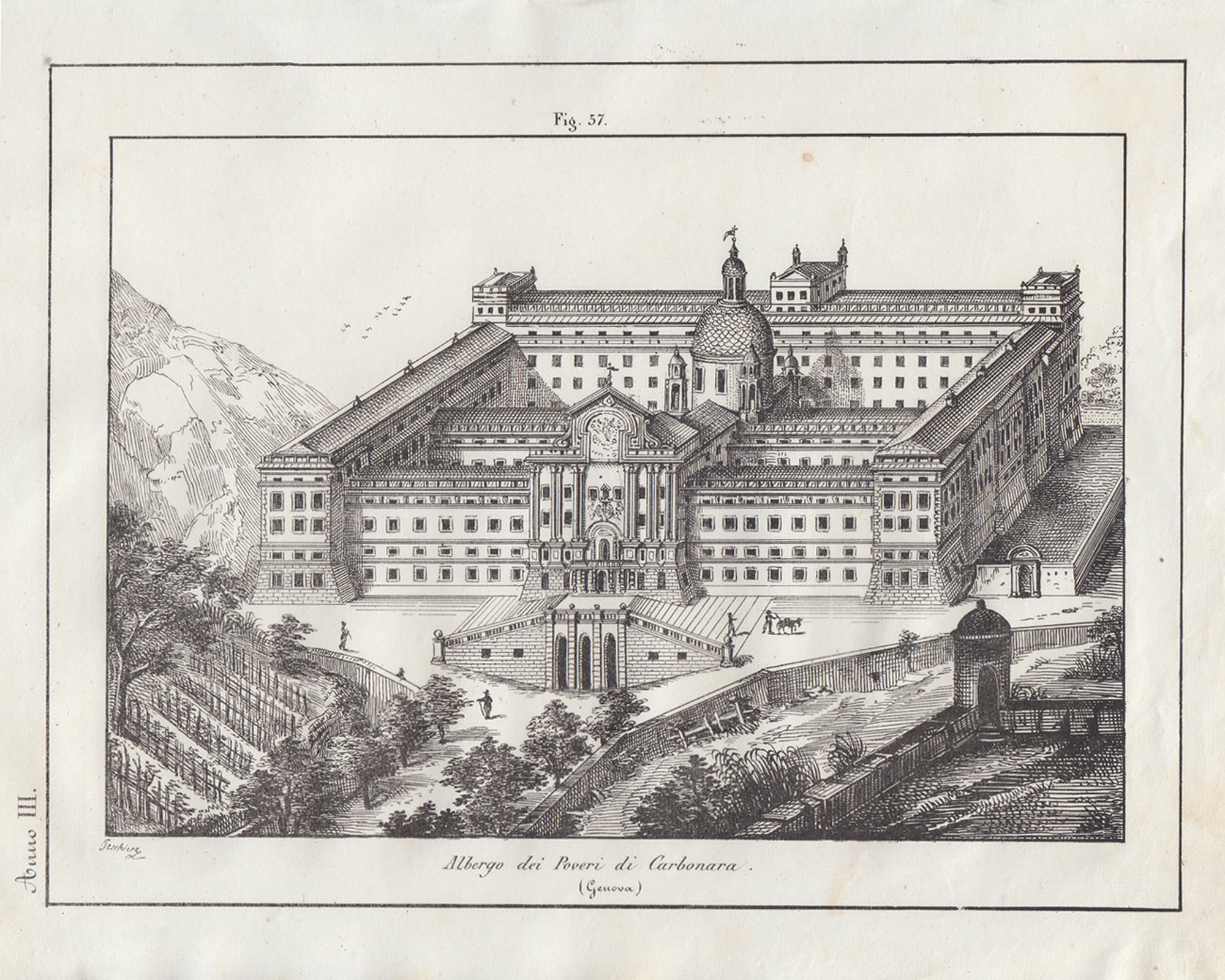
Il complesso dell'albergo, 1836
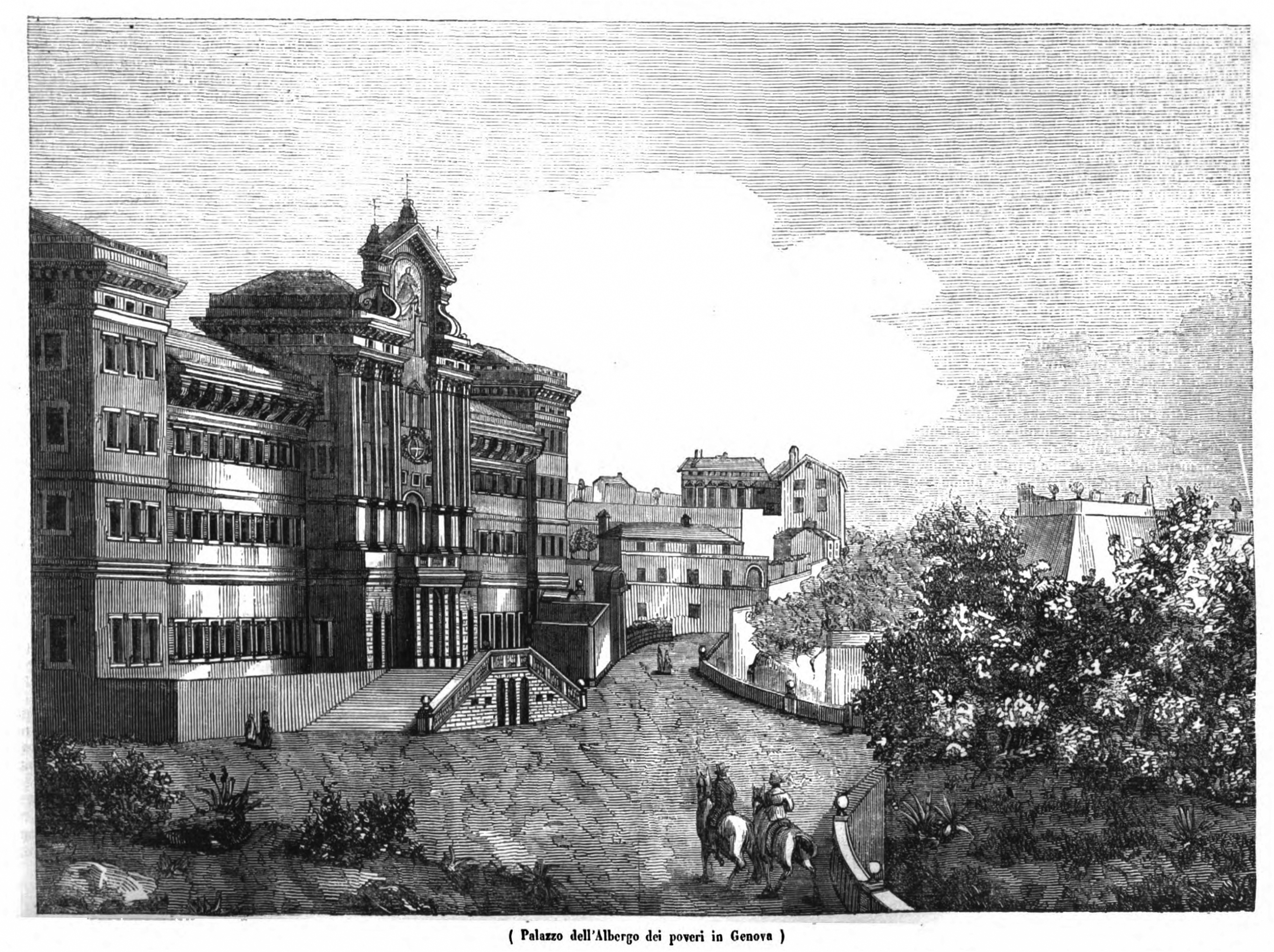
L'albergo dei Poveri in una incisione da fotografia del 1874
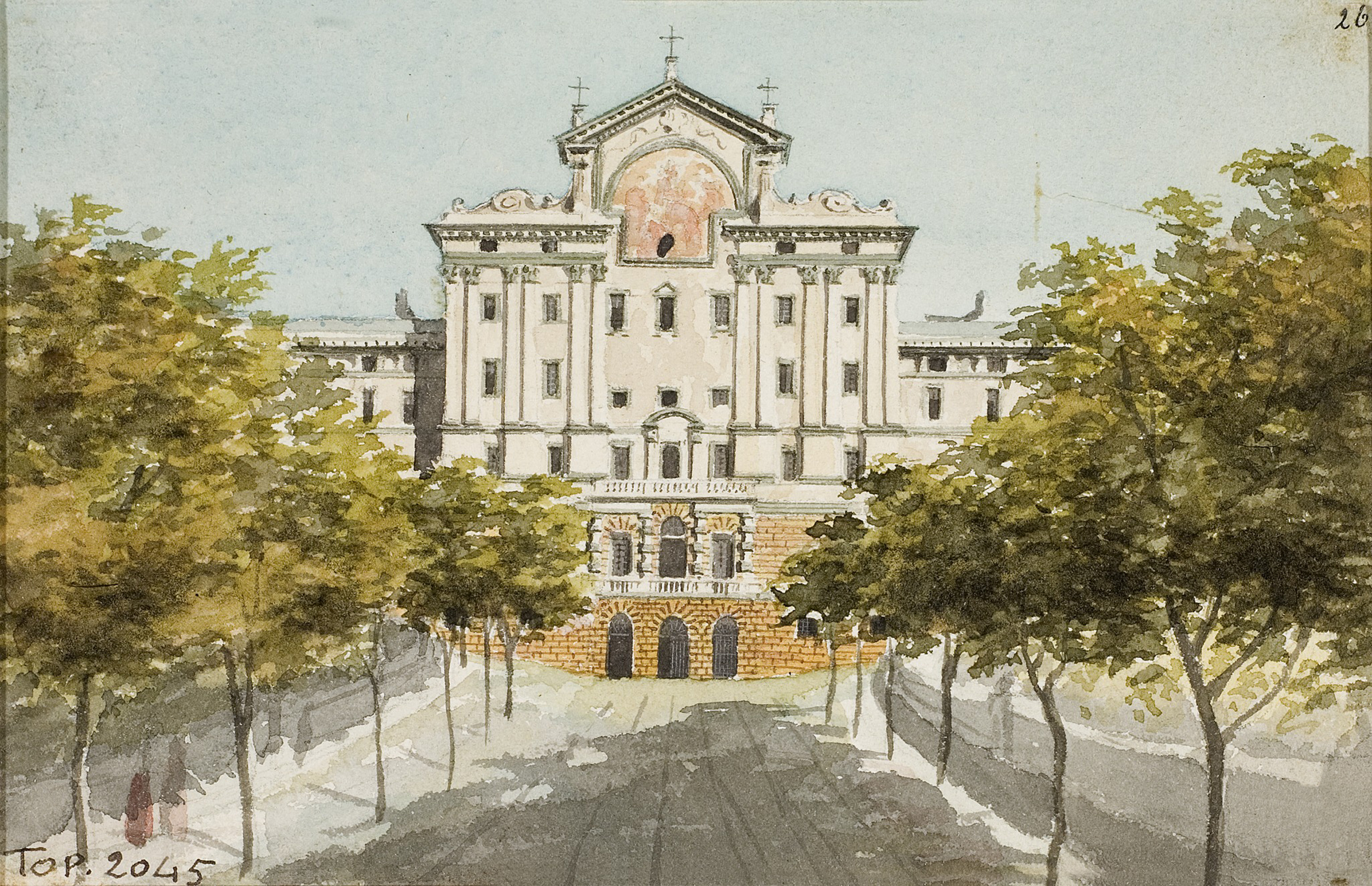
Dipinto di Luigi Garibbo della facciata
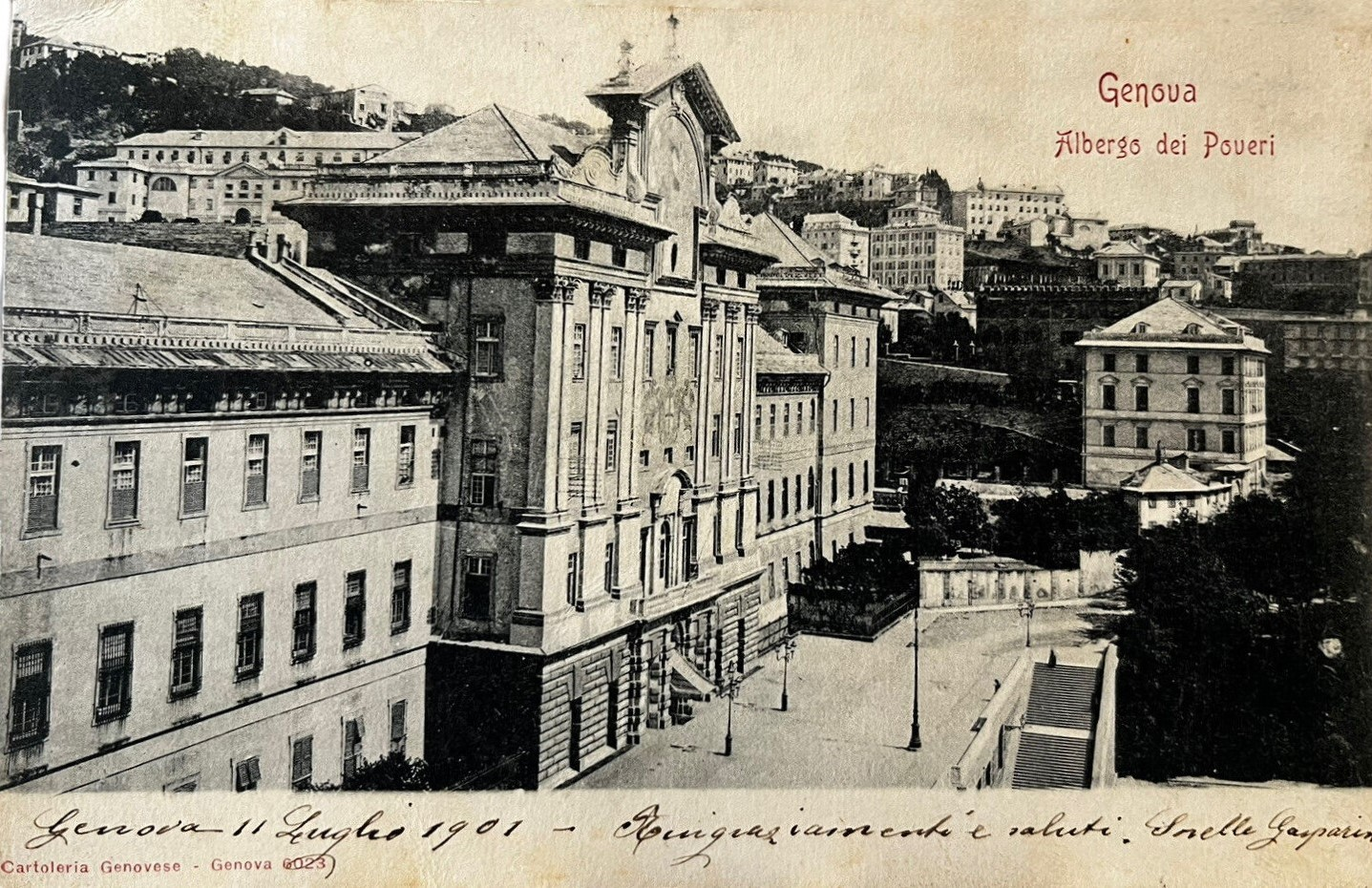
Una fotografia dell'albergo fra l'Ottocento e il Novecento
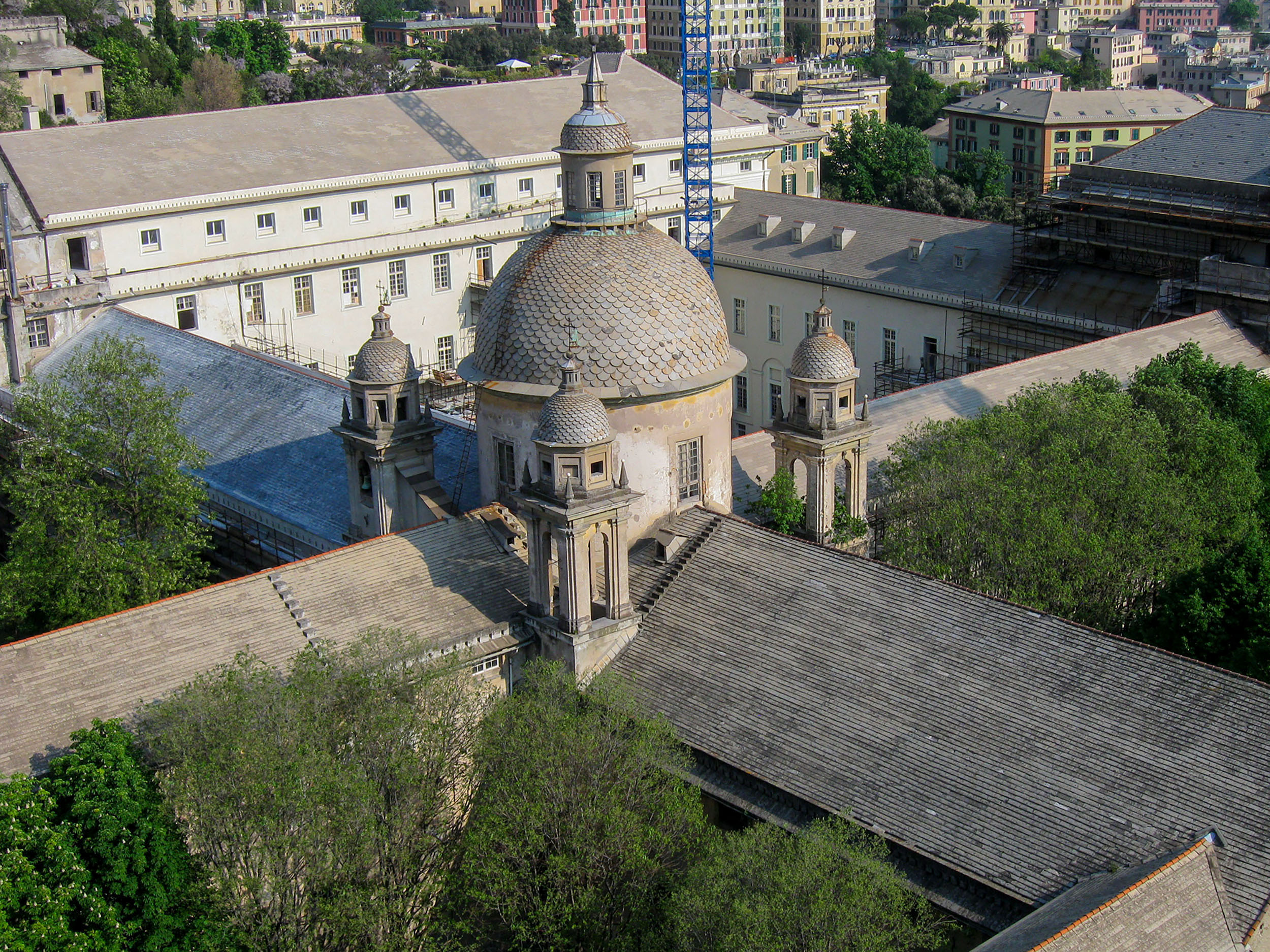
La cupola della chiesa vista dal sovrastante corso Firenze
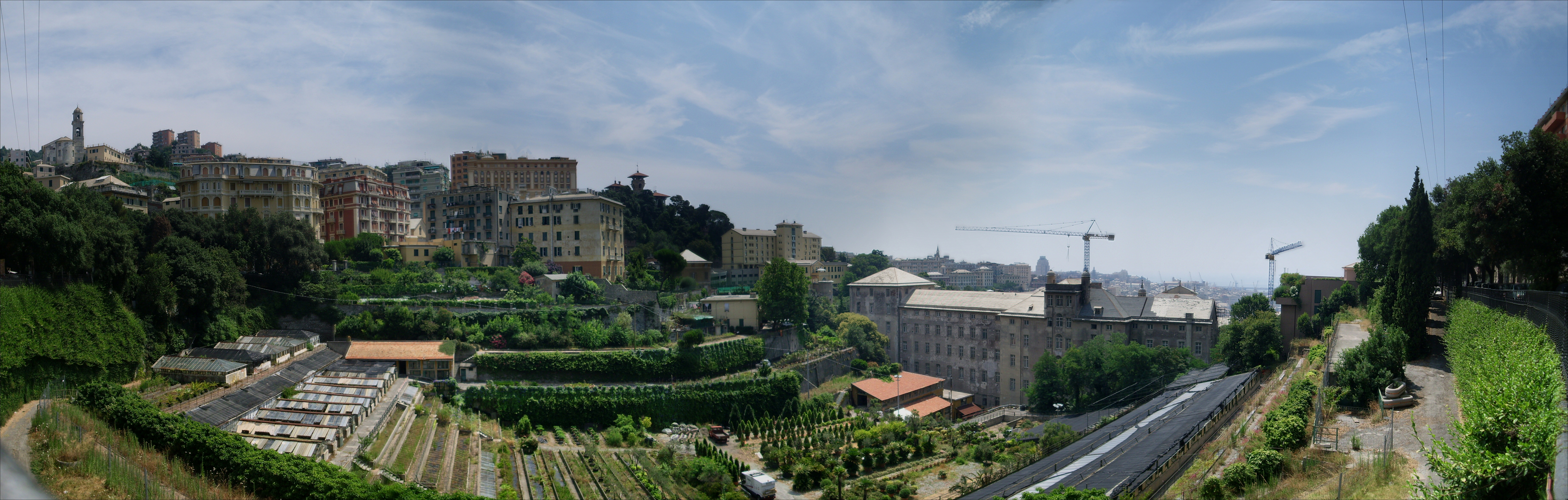
La grande conca posteriore, storicamente utilizzata dai residenti dell'albergo
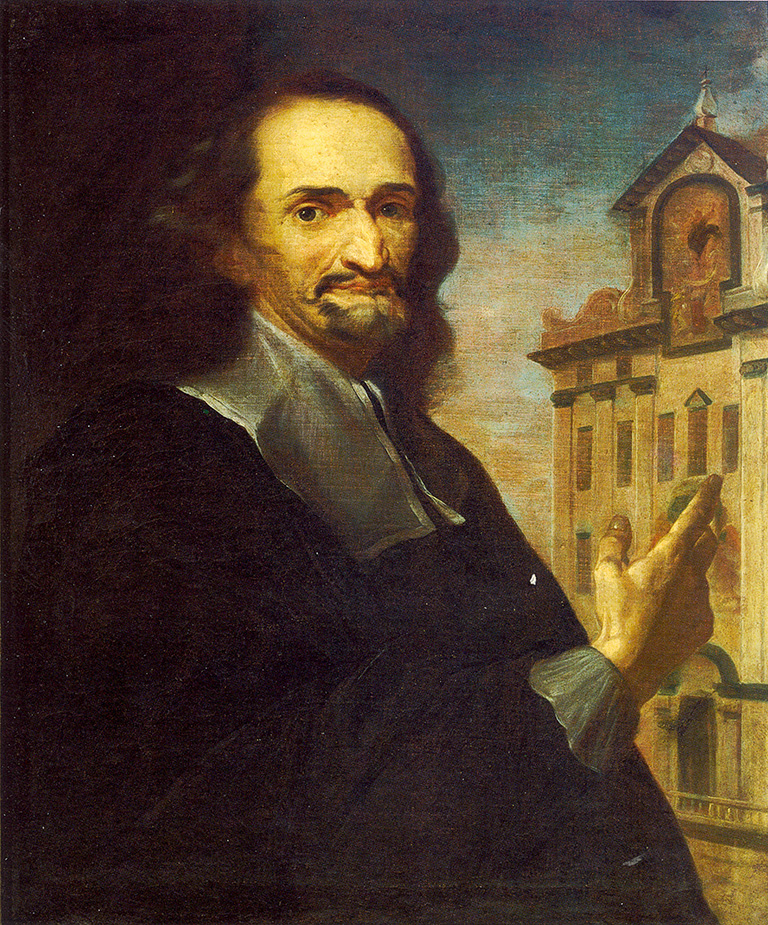
Il fondatore Emanuele Brignole con l'albergo alle sue spalle in un dipinto del 1600

### Interni

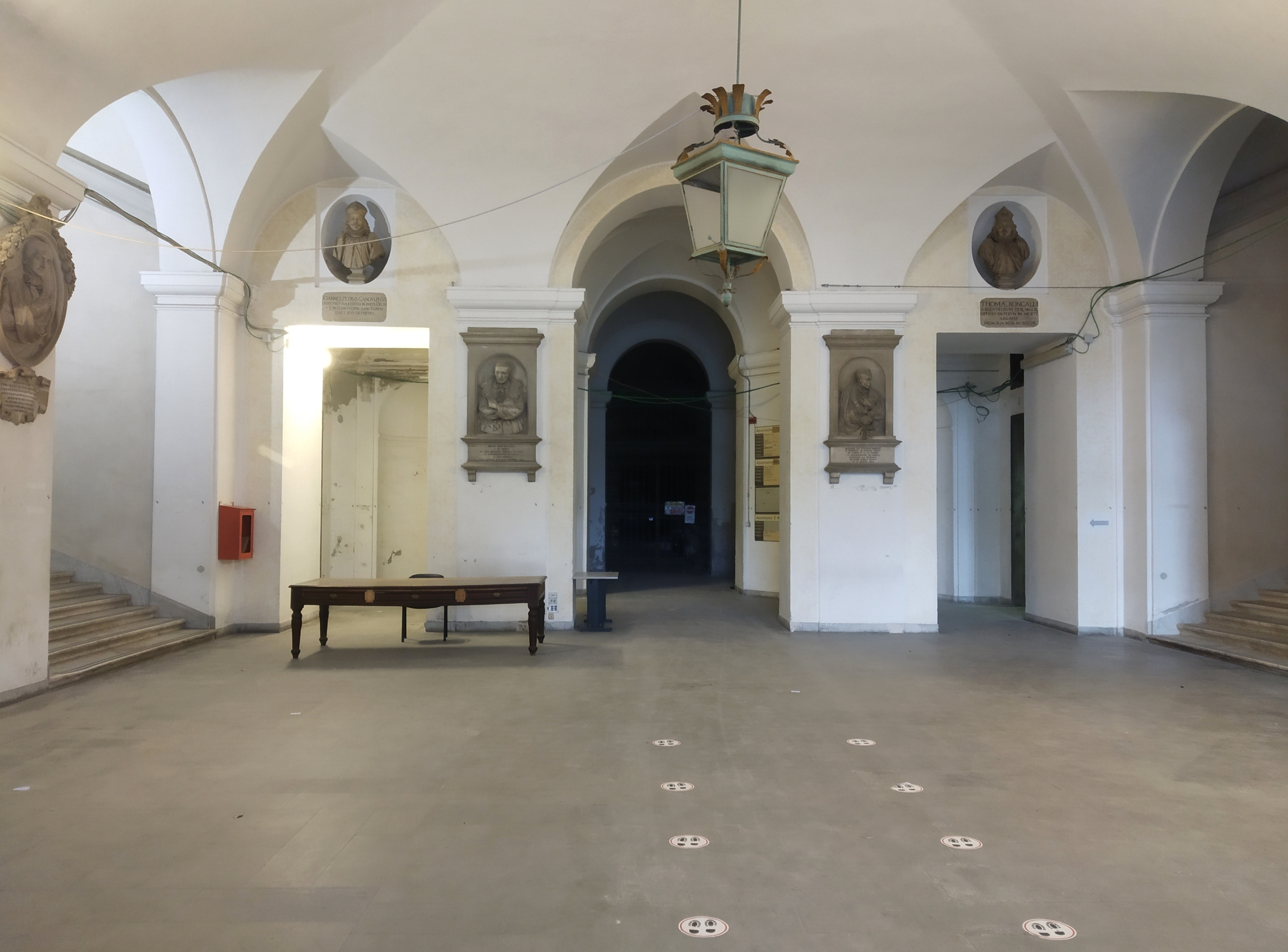
Una fotografia degli interni
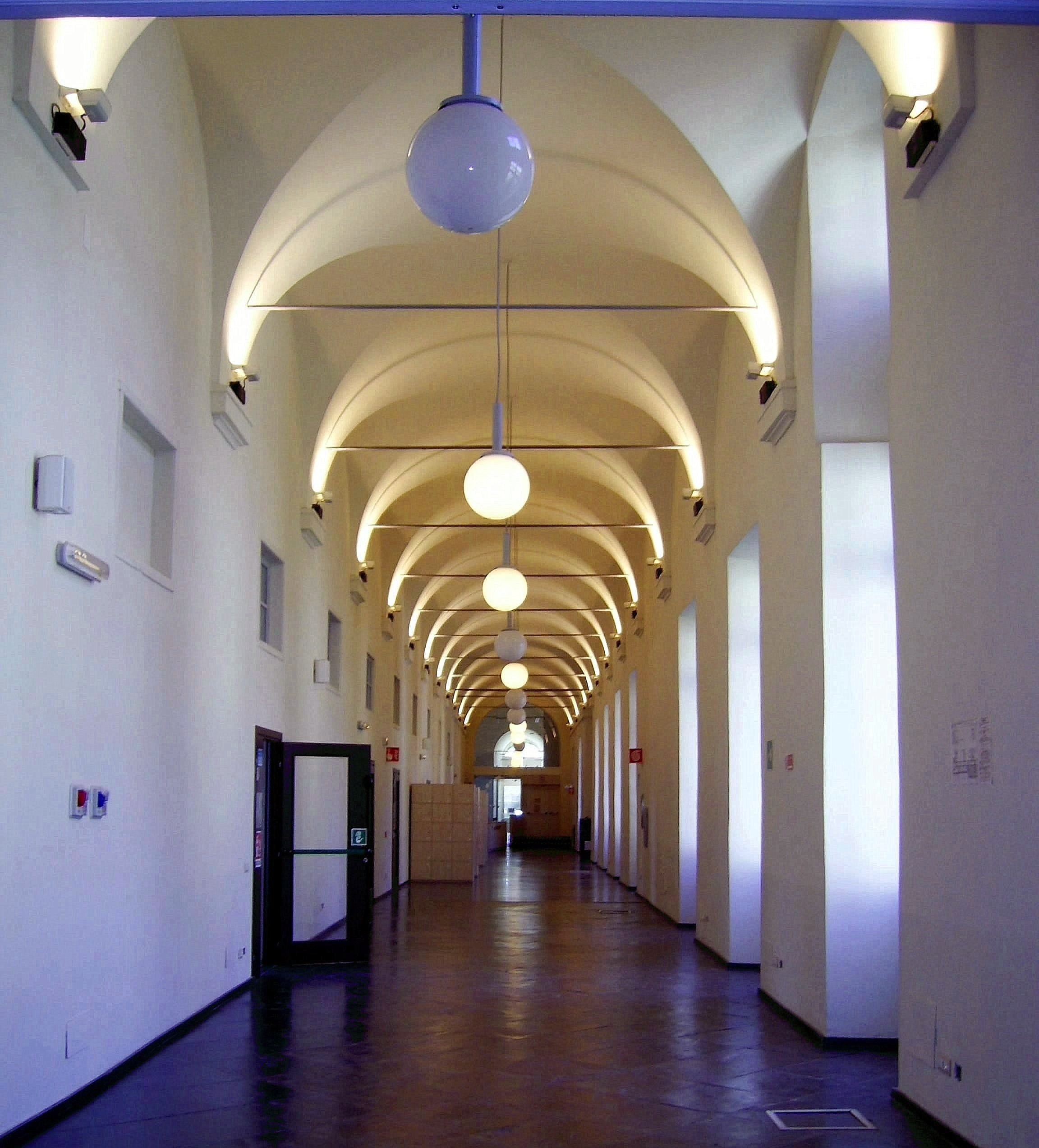
Uno dei corridoi interni
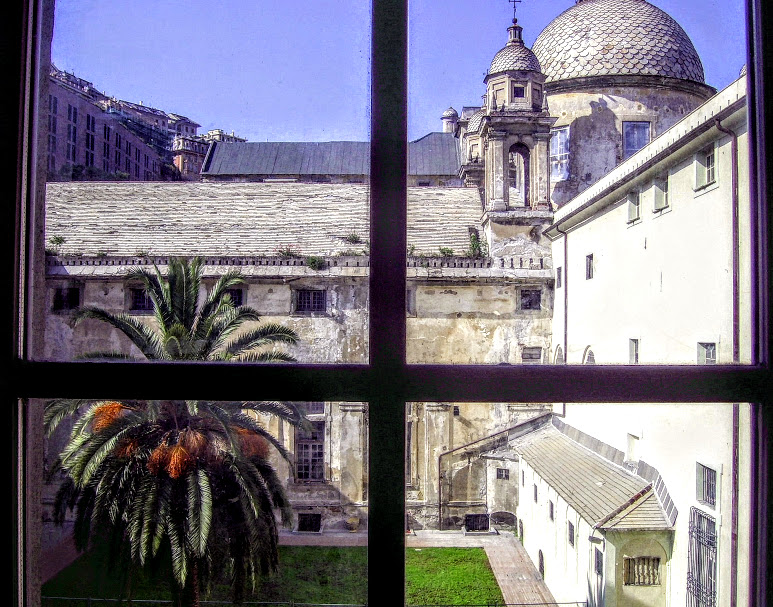
Il cortile interno, con la cupola di sfondo
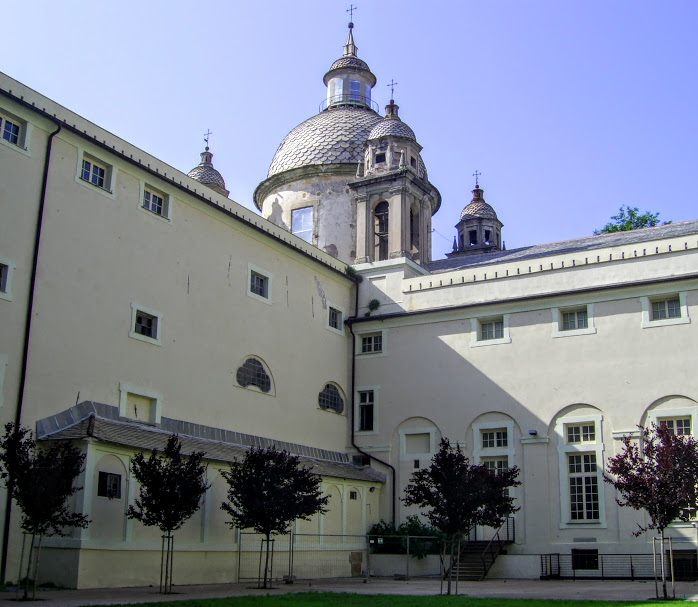
L'interno del cortile
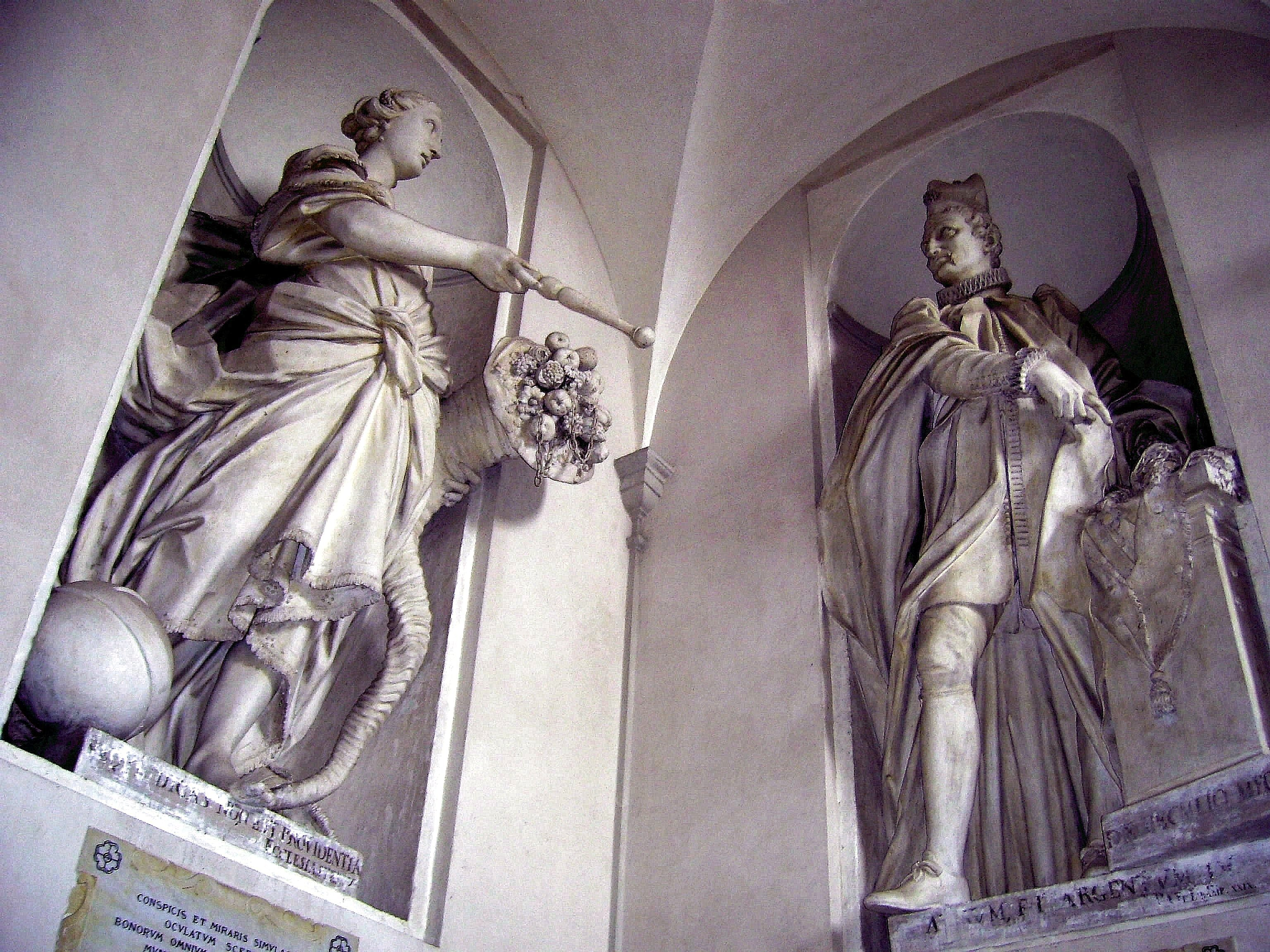
Due delle statue dello scalone
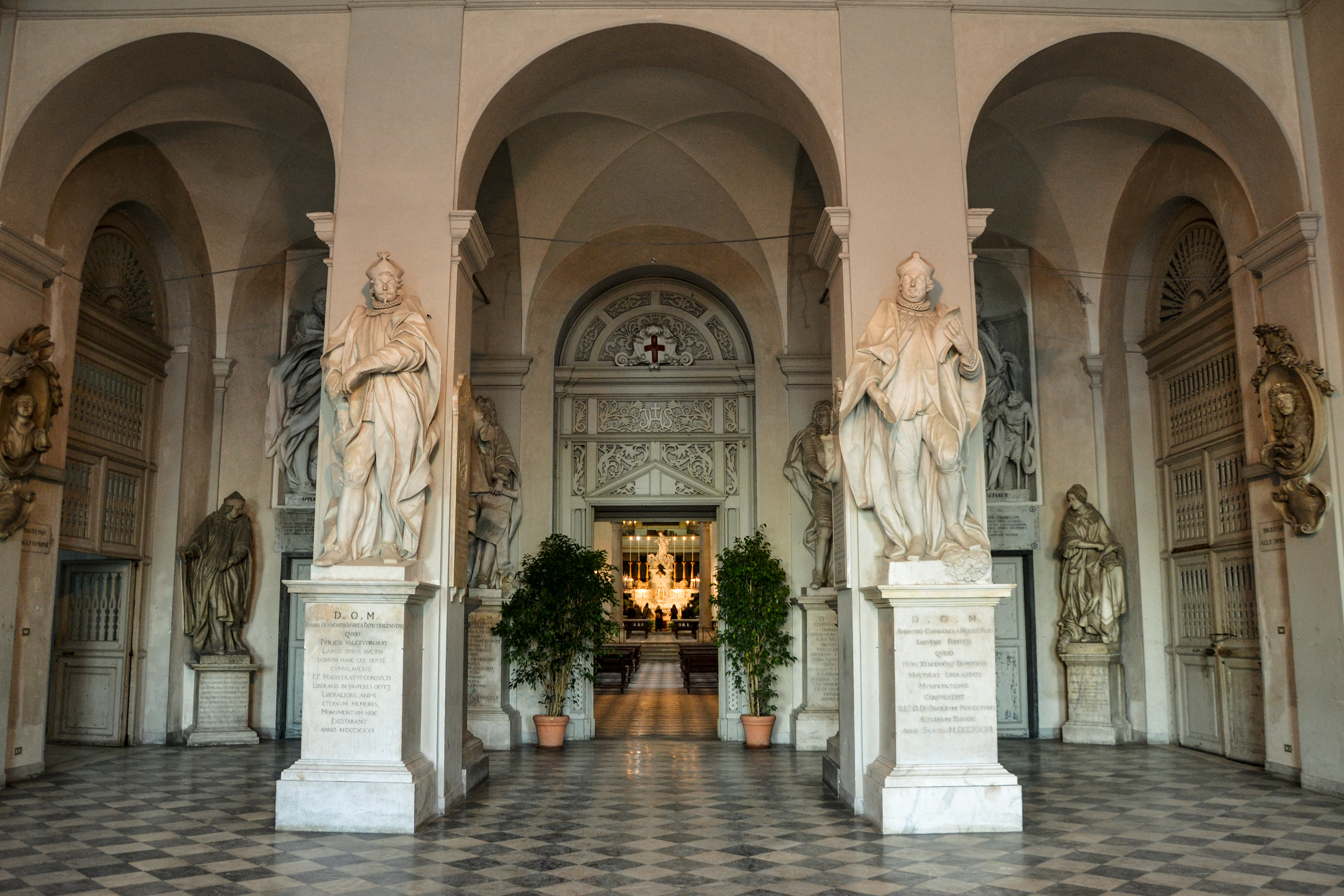
Androne e scalone verso la chiesa
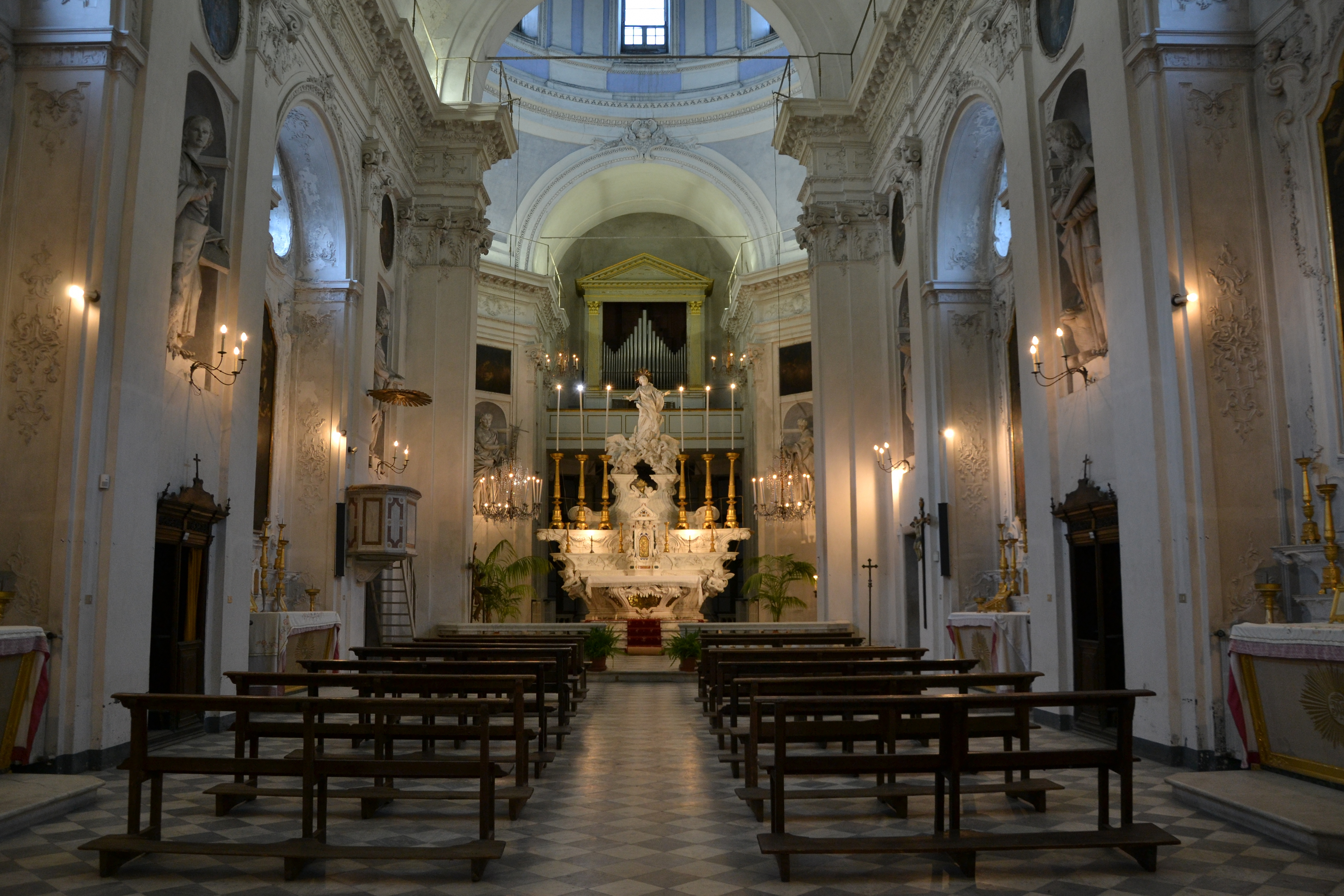
La chiesa interna all'albergo